# Maria Laxara

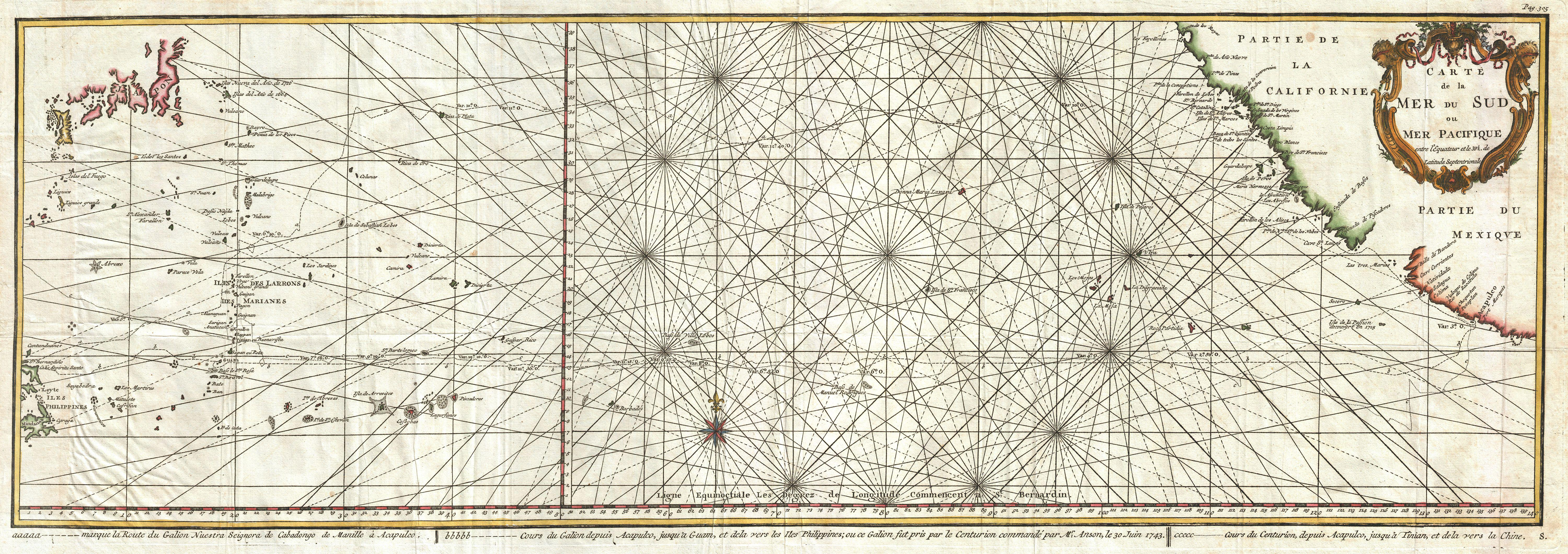
George Ansons Pazifikkarte mit der Insel „Donna Maria Laxara“

Maria Laxara, auch Maria de Lajara, Maria de la Jara, Nuestra Señora de la Gorta oder (auf deutschen Karten) Maria Lagorta, ist eine Phantominsel, die im nördlichen Pazifischen Ozean, nordöstlich von Hawaii liegen soll. Sie ist auf zahlreichen Karten und in Navigationshandbüchern des 18. und 19. Jahrhunderts eingetragen, existiert jedoch tatsächlich nicht.

## Giovanni Francesco Gemelli Careri
Die erste Erwähnung der Insel ist in dem 1700 erschienenen Reisebericht „Giro del Mondo“ von Giovanni Francesco Gemelli Careri enthalten. Der neapolitanische Jurist Gemelli unternahm ab 1693 eine Weltreise, die ihn über Malta, Ägypten, das Heilige Land, Konstantinopel, Armenien, Persien und Indien bis nach China, die Philippinen und nach Mexiko führte. Die Etappe von den  Philippinen  nach Mexiko unternahm er 1697 auf einer Manila-Galeone. Am 21. Oktober 1697 sah die Mannschaft eine vorbeifliegende „Taube“ und deutete dies als Anzeichen, dass sie sich in der Nähe von Land befanden. Die Seeleute nahmen an, dass der Vogel von einer Insel namens Maria Laxara stamme, nahe der Breite von 31° Nord gelegen, auf der es angeblich so viele Vögel gäbe, dass sie den Himmel verdunkelten. Sie erinnerten sich an eine Legende, nach der vor dieser Insel eine junge Spanierin mit Namen „Maria Laxara“ (richtig wohl eher: Maria de la Jara) von einem Schiff ins Meer gesprungen und ertrunken sei.

## George Anson
Der britische Marineoffizier und spätere Admiral George Anson erhielt 1739 den Befehl mit dem Flaggschiff HMS Centurion und weiteren sechs Schiffen Handelskrieg im Pazifik gegen Spanien zu führen. Obwohl die Expedition insgesamt desaströs verlief und mehrere Schiffe verloren gingen, gelang es Anson am 20. Juni 1743 die reich mit Silber beladene, spanische Galeone Nuestra Señora de Covadonga vor Cabo del Espíritu Santo zu kapern. Dabei fielen ihm auch, weitaus wichtiger für Großbritannien, neueste spanische Seekarten in die Hand, die die Handelsrouten der Silberschiffe zwischen Mexiko und Manila enthielten. Aus den erbeuteten Karten entwarf der britische Kartenmacher Richard William Seale (1703–1762) u. a. eine detailgenaue Pazifik-Karte, die auch den Kurs der Galeone „Nostra Signoria de Cabadonga“, die Anson gekapert hatte, von Manila nach Acapulco zeigt. Ungefähr auf dem 29. Breitengrad Nord ist auch die Insel „Donna Maria Laxara“ abgebildet. Diese Karte war Vorbild für zahlreiche weitere des Pazifischen Ozeans im 18. Jahrhundert.
Auch der französische Seefahrer und Geograf Jean-François de La Pérouse machte sich während seiner Weltumseglung von 1785 bis 1787 auf die erfolglose Suche nach Maria Laxara, die er „Nostra Señora de la Gorta“ nennt:

„We had no sign of land, but two species of turnstones (coulon chouds), which were caught on bord the Astrolabe; but they were so lean, that it appeared probale they had for some time lost themselves on the sea, and had come from the Sandwich islands, from which we were only a hundred and seventy leagues distant. The island of Nostra Señora de la Gorta being placed on my Spanish chart 45´ more to the southward, and 4° more to the westward than on the chart of admiral Anson, I shaped my course whith the design of passing over this second point, but was not more successful.
Wir hatten kein Zeichen von Land, doch zwei Arten von Schnepfen, die an Bord der Astrolabe gefangen wurden, aber sie waren so mager, dass sie sich wahrscheinlich eine Zeit lang auf dem Meer verirrt hatten und von den Hawaii-Inseln kamen, von denen wir nur 950 Kilometer entfernt waren. Die Insel Nostra Señora de la Gorta befand sich auf meiner spanischen Karte 45´ weiter südlich und 4° weiter westlich als auf der Karte von Admiral Anson. Ich gestaltete meinen Kurs nach der Planung, diesen zweiten Punkt zu überqueren, war aber nicht weiter erfolgreich.“

## Maria Laxara auf Karten und in Navigationshandbüchern
Die Insel ist auf zahlreichen Karten und in Navigationshandbüchern des 18. und 19. Jahrhunderts abgebildet, meist nordöstlich von Hawaii (Sandwich Islands) zwischen 27° und 31° Nord. Hier einige Beispiele:
- I.C.M. Reinecke: General Charte von Australien […]. Verlag der Geographischen Instituts, Weimar 1806 als „Maria Lagorta“

- Mortier Covens & Fils: Carte Generale de la Polijnesie Australe ou Des Iles Eparses de La Mer Pacifique […]. Amsterdam 1808 als „Maria Lagorta“

- Sidney Hall: Pacific Ocean, London 1830 als „Maria Laxara“

- G.C. Castellini: L'Oceanica Ridotta ed incisa da G.C. Castellini. Calcografia Vignozzi, Livorno 1837 als „Maria Lagorta“

- Ambroise Tardieu: Oceanie. Paris ca. 1840 als „I. Maria Laxara ?“

- James Wyld: The Basin of the Pacific By Jas. Wyld, Geographer to the Queen & H.late R.H. Prince Albert. London 1850 als „I. Maria Laxara“

- Der deutsche Geograf Friedrich Bernhard Engelhardt schreibt in seinem Handbuch über die Inseln der Welt sogar, die Fläche von „Maria Lagorta“ betrage 6,0 Quadratmeilen, das sind rund 90 km² (preußische Meile = 7,5 km).[5]

- In der 1864 Edition der British Admiralty Chart 2683 (Pacific Ocean), der Seekarte der Royal Navy für den Pazifischen Ozean, ist „Maria Laxar“ nordöstlich der „Sandwich Islands“ (Hawaii) noch eingezeichnet, allerdings mit einem Fragezeichen versehen. Im November 1875 revidierte der Hydrograf Captain Frederick Evans (* 1815; † 1885) die Karte. Dieser Berichtigung fielen mehr als einhundert zweifelhafte Inseln zum Opfer, die auf den nach 1875 herausgegebenen Seekarten der Admiralität nicht mehr erschienen. Darunter war auch Maria Laxara.

- Die Liste zweifelhafter Gefahren im Pazifischen Ozean des Marineministeriums der Vereinigten Staaten von 1866 bezeichnet die Insel Maria Laxara auf der Position 27° 20`Nord, 145° 45`Ost  als „zweifelhaft“ (doubtful).[6]

Niemand hat je behauptet, die Insel betreten zu haben, daher waren manche Geografen recht früh schon skeptisch. Theophil Friedrich Ehrmann (1762–1811) äußert bereits in seinem 1804 in Weimar herausgegebenen geografischen Handbuch Zweifel an der Existenz von „Maria Lagorda“. Er schreibt, dass Ansons Karte „mit einer Menge Inseln angefüllt [ist], welche man denn alle sorgfältig in neuere Charten überträgt, ohne die Fahrten der neueren Seefahrer dabei zu Rathe zu ziehen“.
Christian Gottlieb Canzlers „Karte vom Fünften Erdtheil oder Australien“, Nürnberg 1813, zeigt Maria Laxara nicht, ebenso  Johann Walchs „Karte von Australien“, Augsburg 1817 und Sidney Morses „Pacific Ocean“, New York 1856. Ab Mitte des 19. Jahrhunderts wird die Insel in Karten und Atlanten zunehmend nicht mehr eingezeichnet.

## Fazit
Maria Laxara ist ein Mythos, die Insel gibt es nicht. Eine mögliche Erklärung wäre eine Verwechslung mit den Midwayinseln, die jedoch nordwestlich und nicht, wie auf den meisten Karten eingezeichnet, nordöstlich des Hawaii-Archipels liegen. Ihre geografische Breite weicht um drei Breitengrade, das sind mehr als 300 Kilometer, von der angeblichen Position der Insel Maria Laxara ab. Allerdings waren solch gravierende Navigationsfehler im 17. Jahrhundert, vor Erfindung zuverlässiger Instrumente – Sextant und genau gehende Uhren – nicht selten. Es könnte auch eine der Bonin-Inseln infrage kommen, die auf dem 27. Breitengrad liegen, jedoch erheblich weiter westlich.
Es wäre auch möglich, dass Maria Laxara eine kurzlebige, unbeständige Insel vulkanischen Ursprunges war. Es ist bekannt, dass solche Inseln im Pazifik entstehen und in relativ kurzer Zeit wieder unter der Meeresoberfläche versinken, siehe dazu: Fonuafoʻou und Hunga Tonga-Hunga Haʻapai.